# Djéguena
Djéguena is een gemeente (commune) in de regio Ségou in Mali. De gemeente telt 4000 inwoners (2009).